# Álom két keréken (film)
Az Álom két keréken (eredeti cím: Along for the Ride) 2022-ben bemutatott amerikai romantikus filmdráma, amelyet Sofia Alvarez rendezett és írt, Sarah Dessen azonos című regénye alapján. A főbb szerepekben Emma Pasarow, Belmont Cameli, Kate Bosworth, Dermot Mulroney és Andie MacDowell látható.
Amerikában és Magyarországon 2022. május 6-án mutatták be a Netflixen.

## Cselekmény
A tizennyolc éves Auden West, aki nemrég érettségizett, az apjához, Roberthez megy a tengerparti kisvárosba, Colbyba, hogy egy gondtalan nyarat töltsön el, és újra feltalálja magát, mielőtt főiskolára megy. Az akadémikusok lánya és példás tanuló, édesanyja, Victoria ellenzi, hogy az apjával akarja tölteni az idejét. Auden West évek óta távol élő apja az irodájába zárkózik, hogy tanulmányaival foglalkozzon, és akinek van egy kislánya, Thisbe, új feleségével, Heidivel.
Heidi javaslatára Auden első napján elmegy egy "The Tip" nevű helyre. Kísérletezni akar, és összejön egy sráccal, amit később megbán. Heidi másnap beveszi őt a boltjába, ahol a bevételekre kell vigyáznia. Megismerkedik három másik lánnyal – Leah-val, Estherrel és Maggie-vel –, akik ott dolgoznak. Maggie, annak a srácnak az ex-barátnője, akivel Auden csókolózott, kezdetben ridegen viselkedik Audennel.
A magányos és éjszakai ember, Auden az utcákat járja, miután mindenki más alszik. 10 nappal az érkezése után találkozik az álmatlanságban szenvedő Eli Stock nevű társával, a BMX motorossal, aki éjszakai kalandokra viszi őt, és kihívja őt egy küldetésre, hogy megcsinálja mindazt, amiről gyerekkorában lemaradt. Az első kirándulásukon egy titkos piteboltba mennek, és a férfi bemutatja neki a Connect fourt. Másnap minigolfoznak, és a lány elmondja neki, hogy nem vett részt a szalagavatóján, és sajnálja, hogy nem viselhette a báli ruháját.
Egy esős napon felbukkan Auden édesanyja, és elviszi ebédelni. Miközben kifejezi rosszallását, amiért Auden kötődik Heidihoz, Maggie később megvigasztalja a feldúlt Auden-t, és a két lány lassan összebarátkozik. Auden egyre közelebb kerül a lányokhoz, meghívást kap mind Maggie cross-country BMX-biciklizésének megtekintésére, mind pedig egy Conch House-buliba. Ott megtudja, hogy Eli legjobb barátja és BMX-es társa, Abe meghalt egy balesetben, ahol Eli vezetett, azóta Eli elzárkózik mindenki elől.
Egy autósmoziban tett kirándulás alkalmával, amikor megnézik A herceg menyasszonya című filmet, Auden és Eli arról beszélgetnek, hogy ők éjszakai baglyok. Bevallja, hogy ez gyerekkorában kezdődött, abból, hogy megpróbálta megakadályozni a szülei veszekedését, de a férfi nem beszél magáról, és eltereli a témát. Aznap este a YouTube-on talál videókat róla és Abe-ről.
Egy másik este Auden beleegyezik a küldetésbe, így betörnek a világítótoronyba. Később Eli teherautójában beszélgetve a férfi felveti, hogy újra megtanulna biciklizni, a lány pedig megpróbálja felhozni a BMX-biciklizést, de egyikük sem akar erről beszélni. Egy éjszaka, amikor a férfi egy bevásárlókocsiban gurítja a lányt, az felborul, és bár a lánynak semmi baja, Eli pánikba esik, és folyamatosan bocsánatot kér. Auden aggódva megkérdezi tőle, hogy akar-e beszélni valamiről, de Eli nem vesz tudomást a témáról.
Auden megkéri Eli-t, hogy vegyen részt vele az éves július 4-i "Hot Dog partin". Eli visszautasítja, mondván, hogy nem szereti a partikat. Dühös lesz, amikor Auden felhozza Abe-t. Órákkal később valóban megjelenik, meglepve ezzel mindenkit. Ételcsatát rendeznek, majd egy éjszakai fürdőzés során Auden és Eli először csókolóznak a tűzijáték alatt.
Egy kávézás közben Auden meglátja az apját egy bőrönddel a kávézó előtt. Elárulja, hogy ideiglenesen elhagyta a házat, mivel úgy érzi, hogy Heidi indokolatlanul viselkedik. Auden kritizálja, hogy sosem próbálkozik keményen, és abban a pillanatban feladja, amikor a dolgok nehézzé válnak. Auden az édesanyját hívja segítségül, aki támogatja Heidit, amiért kiállt magáért, és biztosítja arról, hogy helyesen cselekedett, amikor jobbat követelt Robert-től. Auden szavai hatására Robert végül visszatér. A Heidivel folytatott őszinte beszélgetés után Robert vállalja az apai felelősséget, amit sokáig kerülgetett, és elkezd segíteni Thisbe-nek. Auden kibékül az anyjával, aki bocsánatot kér, amiért féltékenyen viselkedett.
Auden és Eli ideiglenesen összevesznek. A lány szégyenszemre nem hajlandó beismerni, hogy nem tud biciklizni, és amikor Eli megpróbálja elmondani neki, hogy ez rendben van, a lány dühös lesz rá, és leszólja, amiért Abe halála miatt feladta álmát, a biciklizéssel való foglalkozást. Később, miután Heidivel beszélgetett, Auden megkéri Maggie-t, hogy tanítsa meg biciklizni, és lassan megtanulja. Eli újra elkezd edzeni, és napokkal később a gördeszkaparkban egy kerékpárversenyen indul. Auden gratulál neki a győzelemhez, miközben Eli bevallja, hogy azért hagyta abba a biciklizést, mert Abe-re emlékeztette, de most rájött, hogy túlságosan szereti a biciklizést ahhoz, hogy abbahagyja.
Másnap Eli szmokingban jelenik meg, ezért Auden a báli ruhájában jelenik meg. Elbiciklizik vele a tengerpartra, a barátaik is csatlakoznak hozzájuk, szintén báli ruhában, és rögtönzött bulit tartanak, ahol Auden és Eli ismét megcsókolják egymást. A nyár után Auden, aki Barcelonában van a főiskolán, elolvassa Eli képeslapját. Ő és Maggie, a főiskolai szobatársak, ezután ebédelni mennek.

## Szereplők
| Szerep   | Színész         | Magyar hang    |
| -------- | --------------- | -------------- |
| Auden    | Emma Pasarow    | Csuha Bori     |
| Eli      | Belmont Cameli  | Gacsal Ádám    |
| Heidi    | Kate Bosworth   | Solecki Janka  |
| Maggie   | Laura Kariuki   | Lamboni Anna   |
| Victoria | Andie MacDowell | Tóth Enikő     |
| Robert   | Dermot Mulroney | Czvetkó Sándor |
| Leah     | G. Hannelius    | Hermann Lilla  |
| Esther   | Samia Finnerty  | Laudon Andrea  |
| Adam     | Paul Karmiryan  | Hám Bertalan   |
| Wallace  | Marcus Scribner | Penke Bence    |
| Jake     | Ricardo Hurtado | Bergendi Áron  |

### Magyar változat
- Magyar szöveg: Borsos Dávid
- Hangmérnök: Halas Péter
- Vágó: Pilipár Éva
- Gyártásvezető: Vigvári Ágnes
- Szinkronrendező: Szalay Csongor
- Produkciós vezető: Fekete Márk

A szinkront a Direct Dub Studios készítette el.

## A film készítése
2021 áprilisában a Deadline Hollywood bejelentette, hogy megkezdődött a Sarah Dessen 2009-es Álom két keréken című regényének filmadaptációja, miután a Netflix megszerezte a filmes jogokat. 2021-ben Sofia Alvarezt, aki korábban Jenny Han két regényét is adaptálta a platform számára, szerződtették a forgatókönyv megírására és a film rendezésére.
A forgatás 2021. április 22-én kezdődött Carolina Beachen, a helyszíni felvételek Wilmington, Kure Beach és Oak Island településeken zajlottak. A forgatás június elején folytatódott, amelynek során a Boltonban található County Line MX-ben forgattak.